# Бунт (2001)
Бунт (на английски: Rebellion) е третото pay-per-view събитие от поредицата Бунт, продуцирано от Световната федерация по кеч (WWF). Събитието се провежда на 3 ноември 2001 г. в Манчестър, Англия.

## Резултати
| №                                         | Резултати | Правила                                                     | Време |
| ----------------------------------------- | --- | ----------------------------------------------------------- | ----- |
| 1                                         | Острието (ш) (WWF) побеждава Крисчън (Алианс)                                                                                          | Мач в Стоманена клетка за Интерконтиненталната титла на WWF | 12:49 |
| 2                                         | Скоти Ту Хоти (WWF) поб. Урагана (Алианс)                                                                                              | Индивидуален мач                                            | 8:55  |
| 3                                         | Грамадата (WWF) поб. Даймънд Далас Пейдж (Алианс)                                                                                      | Индивидуален мач                                            | 3:15  |
| 4                                         | Дъдли бойз (Бъба Рей Дъдли и Дивон Дъдли) (ш) (Алианс) поб. Дяконите (Брадшоу и Фарук) (WWF) Харди бойз (Мат Харди и Джеф Харди) (WWF) | Мач Тройна заплаха за Отборните титли на WCW                | 12:01 |
| 5                                         | Уилям Ригъл (Алианс) поб. Таджири (WWF) чрез предаване                                                                                 | Индивидуален мач                                            | 5:55  |
| 6                                         | Крис Джерико (ш) (WWF) поб. Кърт Енгъл (Алианс)                                                                                        | Индивидуален мач за Титлата на WCW                          | 14:55 |
| 7                                         | Лита и Тори Уилсън (WWF) поб. Могъщата Моли и Стейси Киблър (Алианс)                                                                   | Отборен мач с Триш Стратъс като специален гост съдия        | 4:16  |
| 8                                         | Ледения Стив Остин (ш) (Алианс) поб. Скалата (WWF)                                                                                     | Индивидуален мач за Титлата на WWF                          | 22:09 |
| - (ш) – указва шампиона/шампионите в мача | |                                                             |       |